# Alistair Campbell (Dichter)
Alistair Te Ariki Campbell (eigentlich Alistair Campbell, ONZM; * 25. Juni 1925 in Rarotonga; † 16. August 2009) war ein neuseeländischer Dichter, Hörspielschreiber und Romanautor.

## Leben
Sein Vater, John Archibald (Jock) Campbell,  war ein Neuseeländer schottischer Abstammung. Seine Mutter, Teu Bosini, eine Māori von Penrhyn Island, einer der Cook Islands.
Campbell wurde als Alistair Campbell in Rarotonga geboren und verbrachte seine Kindheit bei seiner Mutter auf Penrhyn Island. 1932 starb seine Mutter an Tuberkulose. Im Nächsten Jahr starb auch sein Vater. Er kam in ein Waisenhaus in Dunedin.
Er lebte die größte Zeit seines Lebens in Neuseeland, hauptsächlich in der Region Wellington und für mehrere Jahrzehnte in Pukerua Bay, heute Ortsteil von Porirua.
Nachdem er auf die Cook Islands zurückgekehrt war und entdeckte, dass sein Großvater verwandtschaftliche Beziehungen zur Häuptlingsfamilie gehabt hatte, fügte er seinem Namen das Te Ariki(der Häuptling) bei. Er besuchte die Otago Boys’ High School in Dunedin und studierte an der University of Otago und der  Victoria University of Wellington. An der Universität war er mit dem Dichter James K. Baxter befreundet. In den 1950er Jahren wurde er Mitglied der Wellington Group, eines losen Zusammenschlusses von Schriftstellern, die vor allem die gemeinsame Ablehnung der Ideen und Werke des Schriftstellers Allen Curnow teilten.
Mit seiner ersten Frau, der Dichterin Fleur Adcock hatte er zwei Kinder. Nach der Scheidung heiratete er die Dichterin Aline Margaret (Meg) Anderson, mit der er weitere drei Kinder hatte.
Von 1976 bis 1979 war er der Präsident des neuseeländischen Zweiges von P.E.N.

## Bibliografie

### Poesie
- 1950: Mine Eyes Dazzle: Poems 1947-49, Christchurch: Pegasus Press
- 1951: Mine Eyes Dazzle: Pegasus New Zealand Poets 1, Christchurch: Pegasus Press (mit einem Vorwort von James K. Baxter)
- 1956: Mine Eyes Dazzle, Christchurch: Pegasus Press (revidierte Ausgabe)
- 1963: Sanctuary of Spirits, Wellington: Wai-te-ata Press
- 1964: Wild Honey, London: Oxford University Press
- 1967: Blue Rain: Poems, Wellington: Wai-te-ata Press
- 1972: Kapiti: Selected Poems 1947–71, Christchurch: Pegasus Press
- 1975: Dreams, Yellow Lions, Martinborough: Alister Taylor
- 1980: The Dark Lord of Savaiki: Poems, Pukerua Bay: Te Kotare Press
- 1981: Collected Poems 1947-1981, Martinborough: Alister Taylor
- 1985: Soul Traps, Pukerua Bay: Te Kotare Press
- 1992: Stone Rain: The Polynesian Strain, Christchurch: Hazard Press
- 1995: Death and the Tagua, Wellington: Wai-te-ata Press
- 1996: Pocket Collected Poems, Christchurch: Hazard Press
- 1999: Gallipoli & Other Poems, Wellington: Wai-te-ata Press
- 2001: Maori Battalion: A Poetic Sequence, Wellington: Wai-te-ata Press
- 2002: Poets in Our Youth: Four Letters in Verse, vier Briefe in Versen an John Mansfield Thomson, Harry Orsman, Pat Wilson und James K. Baxter; Wellington: Pemmican Press
- 2005: The Dark Lord of Savaiki: Collected Poems, Christchurch: Hazard Press
- 2007: Just Poetry, Wellington: HeadworX
- 2008: It's Love, Isn't It? (mitMeg Campbell), Wellington: HeadworX

Sein Gedicht The Return wurde Douglas Lilburn mit elektronischer Musik vertont.

### Andere Werke
- 1961: The Happy Summer, Kinderroman
- 1965: The Proprietor, Radiohörspiel
- 1964: The Homecoming, Radiohörspiel
- 1966: The Suicide, Radiohörspiel
- 1970: When the Bough Breaks, Radiohörspiel
- 1984: Island to Island, Memoiren
- 1989: The Frigate Bird, Roman, regionaler Finalist des Commonwealth Writers Prize
- 1991: Sidewinder, Roman, Auckland: Reed Books
- 1993: Tia, Roman, Auckland: Reed Books
- 1999: Fantasy With Witches, Roman

## Auszeichnungen
- New Zealand Book Award for Poetry (1982)
- Pacific Islands Artist Award (1998),
- Ehrendoktor in Literaturwissenschaft der Victoria University of Wellington (1999)
- Prime Minister’s Award for Literary Achievement (2005).[3]
- Officer des New Zealand Order of Merit (2005)